# Fortaleza de Acaray
La fortaleza de Acaray, también conocida como Acaray  es un yacimiento arqueológico ubicado en el valle del río Huaura, en la costa central del Perú (Norte Chico).

## Situación
La fortaleza de Acaray está situada en la cima de tres colinas, cada una de ellas rodeada por una serie de murallas defensivas, con parapeto y bastión. Estas dan testimonio de la naturaleza militar del lugar. Alrededor de las fortalezas, situadas en las alturas, se encuentran las partes bajas de las zonas ocupadas y vastos cementerios, que han sido masivamente saqueados.

## Historia de las excavaciones
Fue el arqueólogo alemán Hans Horkheimer quien llamó la atención por primera vez sobre Acaray, escribiendo un artículo sobre el tema en 1962 en la revista peruana Caretas, publicada en Lima. Llamándola Fortaleza de Huaura, consideró que Acaray era una verdadera fortaleza, en contraste con el sitio vecino, y mucho más conocido, de Paramonga (perteneciente a la Cultura Chimú), en el valle del río Pativilca, cuyo carácter defensivo se estaba discutiendo. Horkheimer señala la abundancia, en la superficie del yacimiento, de guijarros pulidos por el río, que probablemente se utilizaron como proyectiles o piedras de honda.
Durante la década de 1970, el interés por Acaray creció y se realizaron las primeras excavaciones arqueológicas en la fortaleza. La arqueóloga peruana Mercedes Cárdenas, del Instituto Riva-Agüero, realizó excavaciones en Acaray como parte de un proyecto más amplio para entender el uso pasado de los recursos marinos en la costa peruana y obtener la datación por carbono 14. Dirigió un equipo que estudió el valle de Huaura y excavó varios yacimientos, entre ellos la fortaleza de Acaray. Al mismo tiempo, el arqueólogo peruano Arturo Ruiz Estrada, de la Universidad Nacional José Faustino Sánchez Carrión, y el ingeniero peruano Domingo Torero visitaron la fortaleza y redactaron un informe detallado, describiendo las características arquitectónicas del sitio.
En 2004, la arqueóloga estadounidense Margaret Brown Vega, de la Universidad de Illinois en Urbana-Champaign, comenzó a investigar en Acaray. Los trabajos intensivos de cartografía, análisis de superficie y excavación duraron dos años.

## Datación
La destrucción casi total de los barrios bajos dificulta la datación de la fortaleza y la resolución de la cuestión de su identidad cultural. En la fortaleza se encontró una gran cantidad de cerámica rojinegra de la cultura Chancay, pero la fortaleza en sí, a juzgar por otros hallazgos, fue construida mucho antes, durante la Cultura wari.

## Ocupación del sitio
Durante el Horizonte Temprano, Acaray estuvo permanentemente ocupado. Es un asentamiento fortificado, con estructuras ceremoniales en las cumbres. Durante el Intermedio Tardío, su ocupación fue intermitente. Las ofrendas y los depósitos ceremoniales realizados durante la reconstrucción de la fortaleza y durante las visitas periódicas demuestran que las comunidades locales de la época vivían bajo la amenaza de las guerras y utilizaban Acaray como refugio.